# Moskiewski Front Rezerwowy
Moskiewski Front Rezerwowy (ros. Московский резервный фронт) – związek operacyjno-strategiczny Armii Czerwonej o kompetencjach administracyjnych i operacyjnych na zachodnim terytorium ZSRR, działający podczas II wojny światowej.

## Działania bojowe
Moskiewski Front Rezerwowy powstał w dniu 9 października 1941 r. na bazie Możajskiej Linii Obrony. W skład frontu weszły umocnione obszary Wołokołamski, Kałuski, Małojarosławiecki oraz Możajski. W ramach frontu powstała 5 Armia.
Został rozwiązany 12 października 1941. Wojska podległe frontowi zostały przeniesione do Frontu Zachodniego. 